# Il tempo dell'amore (album)
Il tempo dell'amore è il nono album e seconda raccolta del cantautore italiano Luca Carboni, pubblicato il 22 ottobre 1999. 
Il disco è stato pubblicato in formato CD e in formato musicassetta per l'Italia.

## Il disco
L'album viene pubblicato con il nome The Best Of - Il tempo dell'amore e con copertina diversa nei Paesi Bassi, Gran Bretagna, Germania, Stati Uniti, Francia, Belgio, Svizzera, Austria, Spagna e Giappone.
In seguito all'album partono le tournée Carovana Tour 1998-1999 e Europe Live Tour 2000.
Questo album è una raccolta dei brani più famosi pubblicati da Luca Carboni per celebrare una carriera di quindici anni (dal 1984 al 1999). È composta da sedici tra i migliori brani inclusi nei precedenti album. In apertura e in chiusura sono contenuti due inediti: 
La mia ragazza che narra l'esperienza della maternità, riferendosi alla nascita del figlio Samuele e Il tempo dell'amore, che dà il titolo alla raccolta dedicata a Marina e al figlio Samuele.
Nel 2023 in occasione del Record Store day viene pubblicato in formato doppio LP con vinile di colorazione giallo in edizione limitata.

## Tracce
| #   | Titolo                                                                | Durata |
| --- | --------------------------------------------------------------------- | ------ |
| 01. | La mia ragazza (Inedito) • Musica & Testo: Luca Carboni               | 4:34   |
| 02. | Le ragazze • Musica: Luca Carboni, Nicola Lenzi · Testo: Luca Carboni | 4:44   |
| 03. | Colori • Musica & Testo: Luca Carboni                                 | 4:52   |
| 04. | Inno nazionale • Musica & Testo: Luca Carboni                         | 3:58   |
| 05. | Ni-na-na • Musica & Testo: Luca Carboni                               | 3:28   |
| 06. | Non è • Musica & Testo: Luca Carboni                                  | 3:50   |
| 07. | Le storie d'amore • Musica: Mauro Patelli · Testo: Luca Carboni       | 4:45   |
| 08. | Mare mare • Musica:Luca Carboni Mauro Malavasi · Testo: Luca Carboni  | 4:38   |
| 09. | Ci vuole un fisico bestiale • Musica & Testo: Luca Carboni            | 3:56   |
| 10. | Primavera • Musica & Testo: Luca Carboni                              | 5:21   |
| 11. | Persone silenziose • Musica & Testo: Luca Carboni                     | 4:13   |
| 12. | Silvia lo sai • Musica & Testo: Luca Carboni                          | 3:50   |
| 13. | Vieni a vivere con me • Musica: Nicola Lenzi · Testo: Luca Carboni    | 4:29   |
| 14. | Farfallina • Musica & Testo: Luca Carboni                             | 4:39   |
| 15. | Sarà un uomo • Musica & Testo: Luca Carboni                           | 5:16   |
| 16. | Fragole buone buone • Musica: Gaetano Curreri · Testo: Luca Carboni   | 3:29   |
| 17. | Ci stiamo sbagliando • Musica & Testo: Luca Carboni                   | 4:17   |
| 18. | Il tempo dell'amore (Inedito) • Musica & Testo: Luca Carboni          | 4:21   |

## Promozione
Italia
| Singolo e videoclip | Data di uscita   |
| La mia ragazza      | ottobre 1999     |
| Il tempo dell'amore | 29 dicembre 1999 |

Germania
| Singolo e videoclip | Data di uscita |
| La mia ragazza      | 2000           |
| Non è               | 2000           |
| Il tempo dell'amore | 2000           |

## Formazione
- Luca Carboni - voce, tastiera
- Ignazio Orlando - programmazione, tastiera
- Bruno Mariani - chitarra, tastiera
- Antonello Giorgi - batteria
- Mauro Malavasi - tastiera, percussioni, cori